# Coolah-Tops-Nationalpark
Der Coolah-Tops-Nationalpark ist ein Nationalpark im Zentrum des australischen Bundesstaates New South Wales, 258 Kilometer nordwestlich von Sydney und 30 Kilometer östlich von Coolah in der Liverpool Range. Er wurde am 5. Juli 1996 eingerichtet und wird von New South Wales National Parks and Wildlife Service verwaltet. Bei der International Union for Conservation of Nature and Natural Resources ist er in Kategorie II eingestuft.
Im Park sind Wasserfälle zu sehen, die vom Plateau herabstürzen. Es gibt riesige Grasbäume und lichte Wälder mit Inseln aus Schnee-Eukalyptus. Gleitbeutler, Wallabys, Adler und Eulen bilden die Fauna. 
Als Freizeitbeschäftigungen bieten sich Zelten und Wandern an. Von den Gipfeln der Hügelketten kann man die Liverpool Plains überblicken.